# Административное деление Мариупольского уезда на 1 января 1911 года

## Мариупольский уезд. 1911 год
- общее число волостей — 29
- общее число приказов — 2
- общее число волостей и приказов — 31
- общее число селений — 164
- центр уезда – город Мариуполь
- отличия от 1886 года:
- вновь созданы:

1. Ново-Каракубская волость
2. Ивановская волость

- переименованы:

1. Крестовская волость в Стретенскую
2. Грунаусская волость в Александро-Невскую
3. Бергтальская волость в Петропавловскую
4. Людвигстальская волость в Романовскую

- список волостей:

1. Александро-Невская (ранее = Грунаусская)
  1. Александро-Невское
  2. Казенносельское
  3. Листвянка
  4. Райгород
  5. Вишневатое
  6. Ясиновка
  7. Розовка
  8. Кузнецовка
  9. Богатовка
  10. Луганск
  11. Мариновка
  12. Екатеринополь
  13. Кальчиновка
  14. Беловеж
  15. Ново-Красновка
  16. Ново-Керменчик
  17. Ново-Пановка
  18. Зачатьевка
2. Андреевская
  1. Андреевка
  2. Петро-Еленовка
  3. Красный Кут
3. Бешевская
  1. Бешево
  2. Ново-Бешево
  3. Большая Каракуба
4. Благодатновская (ранее — Благодатовская)
  1. Благодатное
  2. Владимировка
  3. Андреевка
  4. Ольгинское
  5. Валериановка
5. Богатырская
  1. Богатырь
  2. Ново-Богатырь
  3. Константинополь
  4. Улаклы
6. Больше-Янисольская (Больше-Янисальская)
  1. Больше-Янисоль
7. Времьевская
  1. Времьевка
  2. Акимовка
  3. Михайловка
  4. Марьевка
  5. Софиевка
  6. Нескучная
  7. Фёдоровка
8. Ивановская
  1. Богуславка
  2. Богородицкое
  3. Ивановка
  4. Кирилловка
  5. Ново-Татарка
  6. Ново-Преображенка
  7. Ново-Григорьевка
9. Игнатьевская
  1. Старо-Игнатьевка
  2. Ново-Игнатьевка
  3. Стыла
10. Камарская
  1. Камар
  2. Фёдоровка
11. Каранская
  1. Карань
  2. Новая Карань
  3. Ласпа
12. Майорская («Маиорская»)
  1. Майорское
  2. Приют
  3. Чайшевка
13. Мало-Янисольская (Мало-Янисальская)
  1. Мало-Янисоль
  2. Чердаклы
  3. Анадолия
14. Мангушская
  1. Мангуш
  2. Старый Крым
  3. Отрадовка
15. Марьинская
  1. Марьинка
  2. Александровка
  3. Максимилиановка
  4. Георгиевка
16. Михайловская
  1. Михайловка
  2. Александровка
  3. Константиновка
  4. Еленовка
  5. Любовка
  6. Прасковеевка
  7. Николаевка
  8. Царский Посёлок
  9. Науменков
17. Николаевская
  1. Николаевка
  2. Ново-Троицкое
  3. Платоновка
  4. Волноваха
18. Ново-Каракубская
  1. Новая Каракуба
19. Ново-Спасовская
  1. Новоспасовка
  2. Ново-Петровское
  3. Старо-Петровское
  4. Деревицкое
  5. Ново-Солдатское
20. Павловская
  1. Павловка
  2. Васильевка
  3. Никольское
  4. Икряное
  5. Екатериновка
  6. Антоновка
  7. Свистуново
  8. Елизаветовка
  9. Ильинка
  10. Романовка
  11. Успенка
  12. Богоявленка
  13. Всесвятское
  14. Пречистовка
  15. Анновка
  16. Красная Балка
21. Петровская
  1. Петровское
  2. Егоровка
  3. Евгениевка
  4. Ново-Петровка
  5. Ново-Майорское
22. Петропавловская (ранее = Бергтальская)
  1. Петропавловка
  2. Ксеньевка
  3. Сергеевка
  4. Ново-Романовка
23. Покровская
  1. Покровское
  2. Никольское
  3. Стародубовка
  4. Фёдоровка
  5. Ново-Карповка
  6. Александровка
24. Романовская (ранее = Людвигстальская)
  1. Романовка
  2. Антоновка
  3. Адамовка
  4. Елизаветполь
  5. Новодворовка
  6. Святотроицкое
  7. Мирское
  8. Каменское
  9. Царское
  10. Марьяновка
  11. Новгород
  12. Марьинополь
25. Сартанская
  1. Сартана
  2. Македоновка
  3. Византия
  4. Чермалык
  5. Келлерово
  6. Ново-Николаевка
26. Старо-Керменчикская
  1. Старый Керменчик
27. Стретенская (ранее = Крестовская)
  1. Стретенка
  2. Архангельское
  3. Знаменовка
  4. Крестовка
  5. Ново-Алексеевка
  6. Лидино
  7. Апостоловка
  8. Дмитриевка
  9. Карловка
  10. Златоустовка
  11. Ново-Николаевка
  12. Ново-Петропавловка
  13. Ново-Павловка
  14. Ново-Александровка
  15. Ново-Владимировка
  16. Ново-Апостоловка
  17. Ново-Бузовка
28. Темрюкская
  1. Темрюк
  2. Захарьевка
  3. Богодаровка
  4. Суженая
29. Ялтанская (Ялтинская)
  1. Ялта
  2. Урзуф
  3. Юрьевка

- приказы евреев-земледельцев

1. Графский
  1. Графская
  2. Зеленополье
  3. Надёжное
  4. Сладководное
2. Затишьинский
  1. Затишье
  2. Равнополье
  3. Хлебодаровка